# Pnigalio soemius
Pnigalio soemius är en stekelart som först beskrevs av Walker 1839.  Pnigalio soemius ingår i släktet Pnigalio och familjen finglanssteklar. Arten är reproducerande i Sverige. Inga underarter finns listade i Catalogue of Life.